# 浦上燔祭説
浦上燔祭説（うらかみはんさいせつ）は、長崎市への原子爆弾投下および原子爆弾にまつわる永井隆（医学博士）の思想を指した定義のひとつであり、永井の言説および著作（『長崎の鐘』など）に関する論評のひとつである。高橋眞司長崎大学名誉教授によって命名された。浦上燔祭論（うらかみはんさいろん）。
「燔祭」とは、生贄を神にささげる儀式。そのなかでも全燔祭を「ホロコースト」（英: Holocaust）と呼ぶ場合がある。

## 永井隆の原爆論
広島は、三角州（デルタ地帯）でおおむね平坦な土地である。広島での原子爆弾は市の中心部に落とされたことから、その被害は市街地全域に幅広く及んだ。それに対して、長崎での原子爆弾は、浦上という街外れの山あいの集落に落とされたものである。浦上川の両岸にわずかな平地があり、川と並行するように急峻な山がそびえ立つ。この山間が回廊（回廊地帯）のような役割を果たして、狭い地域を爆風が吹き抜けた。複雑な地形は、長崎の原爆被害に同じ市内であっても場所によって濃淡をつけた。例えば長崎駅では、爆風で窓ガラスの破損などがあったものの、その他の被害は割合に軽微であった。長崎県庁でも被害は少なかった。被害の程度に差があることや市街地の被害が比較的大きくなかったことは、その後の原爆についての考え方や態度で長崎市民の間に、温度差や時には対立をも生じることになった。
「原爆は長崎ではなく浦上に落ちた」「お諏訪さん（諏訪神社）が原爆から守ってくれた」などと市民の間で公然と言われるような被爆直後の状況に、カトリック信者である永井は直面することになる。
高橋真司は、永井の考えを次のように分類する。
1. 永井は長崎原爆をどう見るか - 「神の摂理（大きな御摂理）」である。
2. 永井は原爆死没者をどう見るか - 「汚れなき小羊の燔祭」である。
3. 永井自身を含めて生き残った被爆者はどうすればいいか - 「神が与えた試練であり、神に感謝」すべき。

ほか、永井は原爆死した妻を原子雲のうえで昇天させた絵も書いた。また、永井は原子爆弾という「新しい動力」について「明るい希望」として、原子爆弾を生み出した科学技術を神に与えられたものとして賞賛している。

## 永井隆説への批判
永井隆の浦上燔祭説については、すでに1960年代に医師で永井の弟子の秋月辰一郎が「ついていけない」と述べたり、1970年代には詩人で被爆者の山田かんなどから批判があった。山田かんは永井隆の浦上燔祭説は「反人類的な原理をおおい隠すべき加担にほかならなく、民衆の癒しがたい怨恨をそらし慰撫する、アメリカの政治的発想を補強し支えるデマゴギー」と『潮』1972年5月号で批判した。また、1980年代に作家の井上ひさしも、「永井説によればアメリカの原爆投下を正義の行いであったと強弁でき」、「神の摂理をもちだせば人間世界から責任者を出さずにすむわけだ。為政者にとってこんな都合のいい話はない」と批判した。
高橋真司は『長崎にあって哲学する - 核時代の死と生』（北樹出版 1994年）などにおいて、永井説は戦争責任と原爆投下の責任を免除することになり、かつ、原子爆弾そのものの肯定につながるとして批判した。高橋はまた永井が反共主義者であったことも指摘したうえで、戦争責任や原爆投下の責任の追及をしないままに、戦争を引き起こしたのは「私たち自身である」としたことは、結果的にせよアメリカ政府・GHQ・日本政府の思惑にかなうものであった、とする。そして永井が持てはやされるかたわらで被爆者の声はかき消され、被爆者援護は大きく立ち遅れることになった、としている。
永井のこういった考え方に対して、長崎原爆の被爆者の証言として、怒りを持っていると言う者もいる。

### 批判に対する反論
これに対して、片岡千鶴子・長崎純心大学学長は、原爆死没者を冒瀆することにもなりかねない「原爆天罰論」を排する目的で信徒に向けられた信仰上の発言であって政治的文脈にからめて論ずるべきではない、として、永井に戦争責任を考える余裕があっただろうか？と高橋らの批判は非現実的だと反論した。
また、本島等・元長崎市長は、江戸時代から連綿と続いてきたキリシタン（キリスト教信者）への迫害・差別・弾圧の果てに原爆の被害を受けて浦上の信徒は苦しみのどん底にあったが、同時に太平洋戦争が終わったことで初めて信教の自由が得られたのであり、信徒を激励し皆が一致して教会を再建するためには永井はそのように言うしかなかった、としている。

### ローマ教皇の見解
永井博士の「神の摂理」論に影響されて被爆を宿命ととらえた信者も多く、「被爆体験を語ることは神の計らいに愚痴ることになる」と考えてずっと封印してきた人もいる。
その流れを変えたのが、1981年に来日したローマ教皇ヨハネ・パウロ2世の「戦争は人間の仕業です」という言葉だ。歴代教皇は第2次世界大戦中のピオ12世以来反核の流れをくむ。「戦争は人間のしわざです。戦争は人間の生命の破壊です。戦争は死です。（ヨハネ・パウロ2世、1981年2月、広島での演説）」この発言を機に、「原爆は神のしわざではなかった」（片岡ツヨ）と被爆体験を語り始めた信徒もいた。「人間の仕業で起こったのなら、二度と繰り返してはいけないと声を上げるべきだ（広島市中心部、カトリック幟町教会、深堀升治神父）」胎内被爆者の高見三明・カトリック長崎大司教は「永井博士は神の摂理を説いて米国をゆるそうとしたかもしれないが、原爆投下は正当化できない。償いは終わっていない」と語る。

## 年表
- 1948年刊行　永井隆・著 『この子を残して』
- 1949年刊行　永井隆・著 『長崎の鐘』
- 1949年　昭和天皇慰問
- 1949年　長崎市名誉市民となる
- 1951年　永井隆死去
- 1955年　平和祈念像完成
- 1957年　「原子爆弾被爆者の医療等に関する法律」（原爆医療法、被爆者の医療費について国庫負担の開始）
- 1968年　「原子爆弾被爆者に対する特別措置に関する法律」（原爆特別措置法）
- 1981年　ヨハネ・パウロ2世来日、「戦争は人間のしわざです」と語る
- 1994年　「原子爆弾被爆者に対する援護に関する法律」（原爆被爆者援護法）

## その他
- 『燔祭の歌』（白百合おとめ　純心女子高校燔祭のうた） （作詞・永井隆、作曲・木野普見雄） - 純心学園と永井隆博士 純心中学校・純心女子高校

## 関連書籍・論文など
- 高橋眞司・著 『長崎にあって哲学する - 核時代の死と生』 北樹出版 1994年7月 ISBN 4-89384-357-5
- 高橋眞司研究室 長崎哲学
  - 長崎原爆の思想化をめぐって
- 長崎純心大学博物館磯村平和文庫・編、片岡千鶴子・片岡瑠美子・編著 『被爆地長崎の再建』（長崎純心大学博物館研究 特輯） 長崎純心大学博物館・刊 1996年3月
- 本島等（元長崎市長）「浦上キリシタンの受難　禁教令、四番崩れ、原爆 」（本島論文の一部分）月刊「聖母の騎士」2000年10月号 聖母の騎士社
- 「原爆投下は神の御摂理」が意味したもの　～「永井隆の再発見」西日本新聞 2000年11月8日
- 岩本聖光 占領期の民間情報教育活動 - 1947、8年の長崎県を中心として -  （PDF） - 立命館大学 人文科学研究所紀要No.86 2006年3月
- 山田かん著『長崎原爆・論集』本多企画、2001年